# Carl Kreul

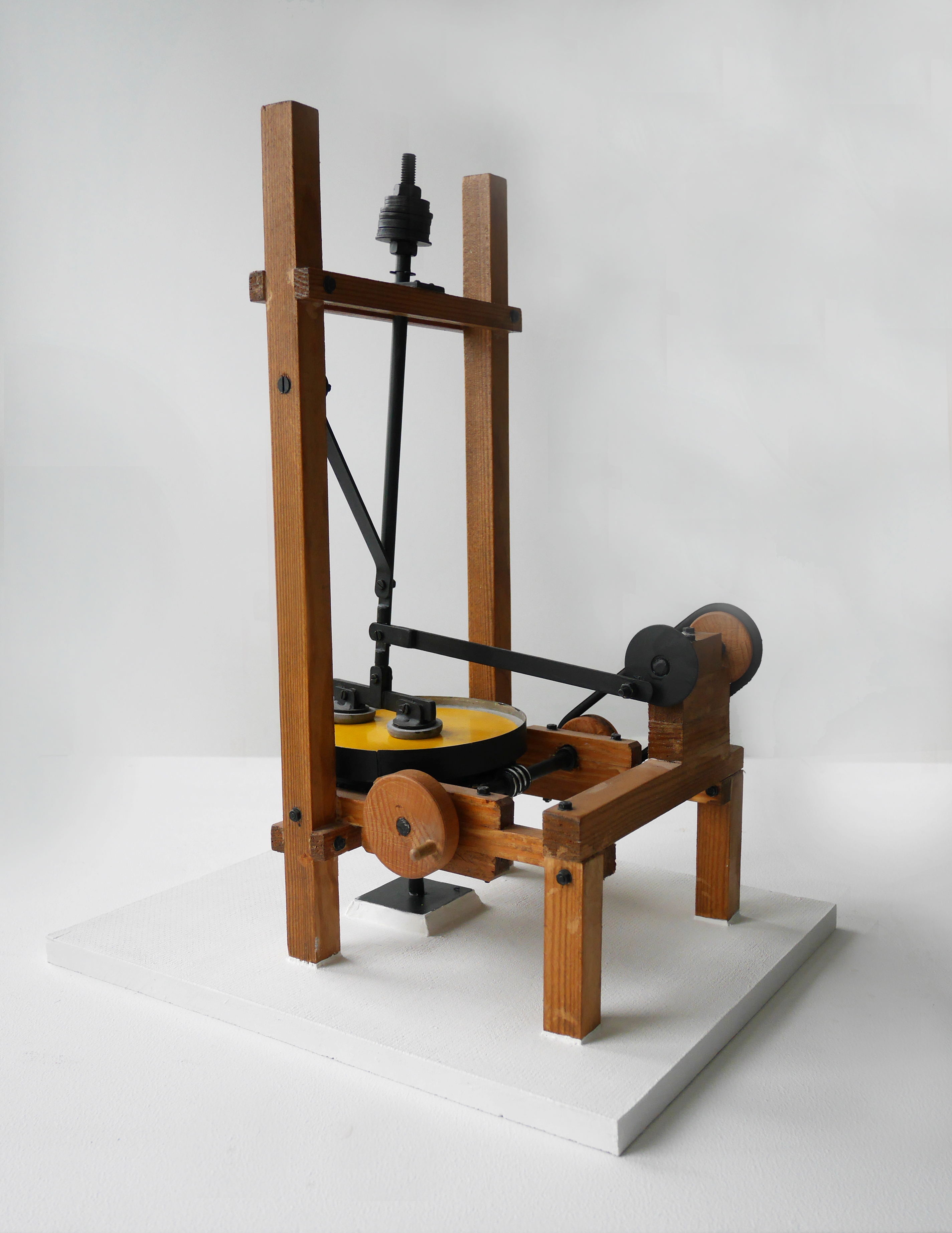
Modell einer Farbreibemaschine von Carl Kreul

Johann Dietrich Carl Kreul (* 2. August 1805 in Ansbach; † 12. März 1867 in Forchheim) war ein deutscher Genre- und Porträtmaler und Erfinder der Farbreibemaschine für Künstlerölfarben. 1838 gründete er die erste deutsche Künstlerfarbenfabrik C. Kreul, die heute unter dem Namen C.Kreul GmbH & Co. KG und unter der Marke KREUL tätig ist.

## Leben

### Kindheit und Jugend
Johann Dietrich Carl Kreul wurde in Ansbach geboren. Die Angaben zu seinem Geburtsdatum variierten noch zu seinen Lebzeiten und wurden teils auf den 6. August 1803 oder 1804 fixiert, doch richtig ist der 2. August 1805. Die Unklarheiten ob seines zweiten Vornamens „Friedrich“ oder korrekt „Dietrich“ währten ebenso lange. Sein Vater Johann Lorenz Kreul (* 1765 in Markt Erlbach; † 1840 in Nürnberg) war ein gefragter, freischaffender Bildnis- und Miniaturenmaler. Carls Mutter war Sophia Friderica geb. Schubarth (* um 1772; † 1. Juni 1839) Tochter des Weinhändlers Johann Caspar Schubarth. Seit 1807 wohnte die Familie in Nürnberg. Carl hatte zwei Schwestern namens Henriette und Rosalie (1808–1865), die wie er unverheiratet blieben und später in Forchheim bei ihm lebten.

### Ausbildung und Lebenslauf

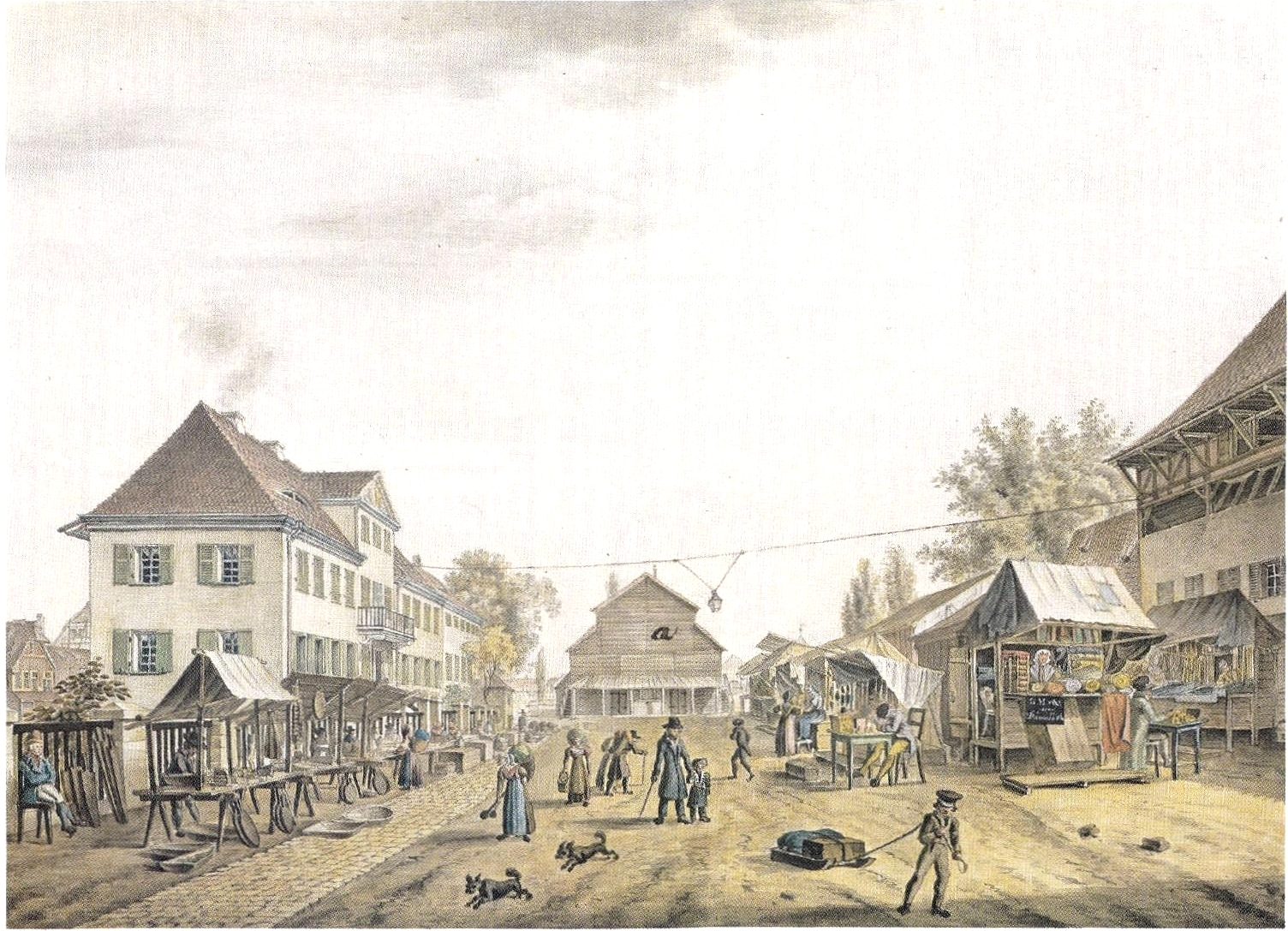
Nürnberg – Insel Schütt, Aquarell Georg Christoph Wilder 1828

Der junge Carl Kreul interessierte sich früh für die Malerei und wurde zunächst von seinem Vater Johann Lorenz Kreul unterrichtet. Von 1819/20 an besuchte er die Kunstgewerbeschule in Nürnberg und lernte bei Albert Christoph Reindel. Die Ölmalerei musste er sich jedoch selbst beibringen. 1822/23 begleitete er seinen Vater nach Dresden, wo er an der Kunstakademie studierte. Wiederum mit seinem Vater verweilte er von 1825 bis 1827 in München, wo er seine Ausbildung mit einem Studium an der Kunstakademie in München beendete. 1827 soll Carl Kreul in Oettingen eine Prinzessin von Wallerstein in der Malerei unterrichtet haben. Im folgenden Jahr bereiste er Gegenden in den oberbayerischen und den Tiroler Alpen. Namentlich erwähnt sind Partenkirchen, Zell am See, Mittenwald, die Jachenau und das Zillertal. Orte, die durch seine Handzeichnungen belegt sind. Er lebte ab 1829 als Maler mit dem Vater und der Familie in der Hinteren Insel Schütt Nr. 37 in Nürnberg. In den Jahren 1834 und 1836 wurden seine Werke auf der Kunstausstellung der königlichen Akademie der Künste in Berlin gezeigt. 1838 gründete er eine Ölfarbenfabrik, die er 1842/43 nach Forchheim verlagerte. Vor seinem Weggang aus Nürnberg wohnte er vor dem Wöhrderthor Nr. 187. Für die Herstellung seiner hochwertigen Ölfarben, wurde er von Künstlerkollegen seiner Zeit, wie Joseph Petzl, Heinrich Bürkel, Franz Defregger, August von Bayer, Wilhelm von Kaulbach, Johann Adam Klein, Karl Wilhelm von Heideck, Heinrich Heinlein, Moritz Müller, Albrecht Adam und anderen lobend erwähnt. Die hohe Qualität seiner Farben sprach sich so in Künstlerkreisen schnell herum. Carl Kreul war seit 1827 Mitglied im Albrecht Dürer Verein zu Nürnberg und arbeitete im Verwaltungsausschuss mit.
Er blieb unverheiratet und starb am 12. März 1867 kinderlos in Forchheim, wo er auch beerdigt wurde.

## Werk

### Porträtmalerei
Carl Kreul widmete sich zunächst jahrelang der Porträtmalerei. Noch in der Ausbildung im Jahre 1824 malte er ein lebensgroßes Bildnis seines ehemaligen Nürnberger Kunstschuldirektors Albert Christoph Reindel (Stadtmuseum Fembohaus, Nürnberg). Das Werk zählt heute „zu den Höhepunkten der Nürnberger Bildnismalerei im Biedermeier“. Das Porträt einer jungen Frau, seit Jahrzehnten bekannt als Schöne Nürnbergerin (Stadtmuseum Fembohaus), wurde anlässlich der Nürnberger Kunstausstellung im Herbst 1827 als herrliches Bild gefeiert, das Kreuls Schwester zeige. Demnach handelt es sich wahrscheinlich um das Bildnis von Rosalie, da sie jünger als die nicht in Nürnberg geborene Henriette Kreul war.

### Bilder Porträtmalerei (Auswahl)
- „Das Kirschenmädchen“
- „Das Bäckermädchen“
- „Bildnis eines Herrn“
- „Albert Christoph Reindel“ Porträt (1824)
- „Die schöne Nürnbergerin“(1827)
- „Mädchen mit Katze“ (1836)

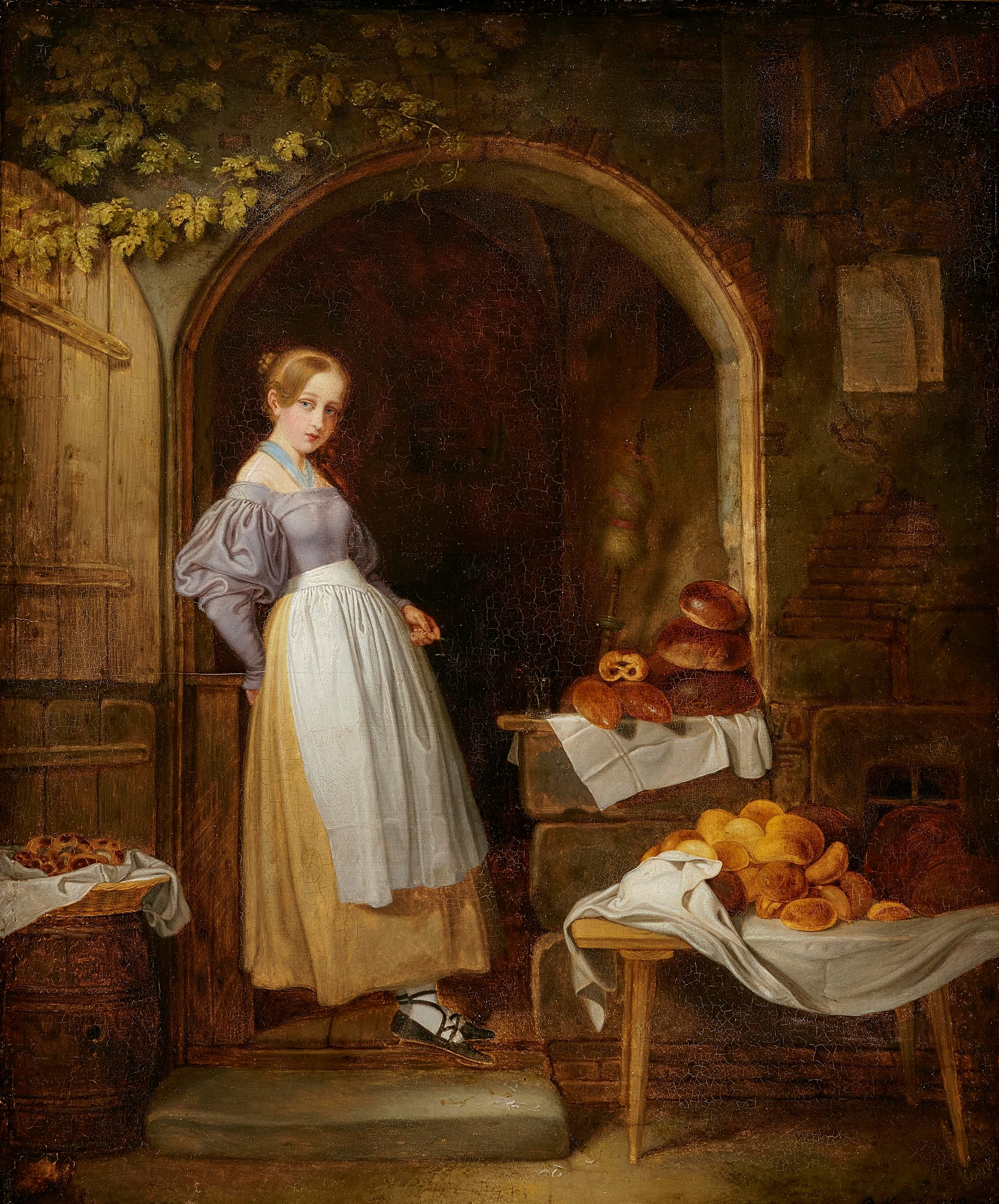
Das Bäckermädchen Öl auf Holz. 47,5 × 40 cm Kreul, Carl 1838
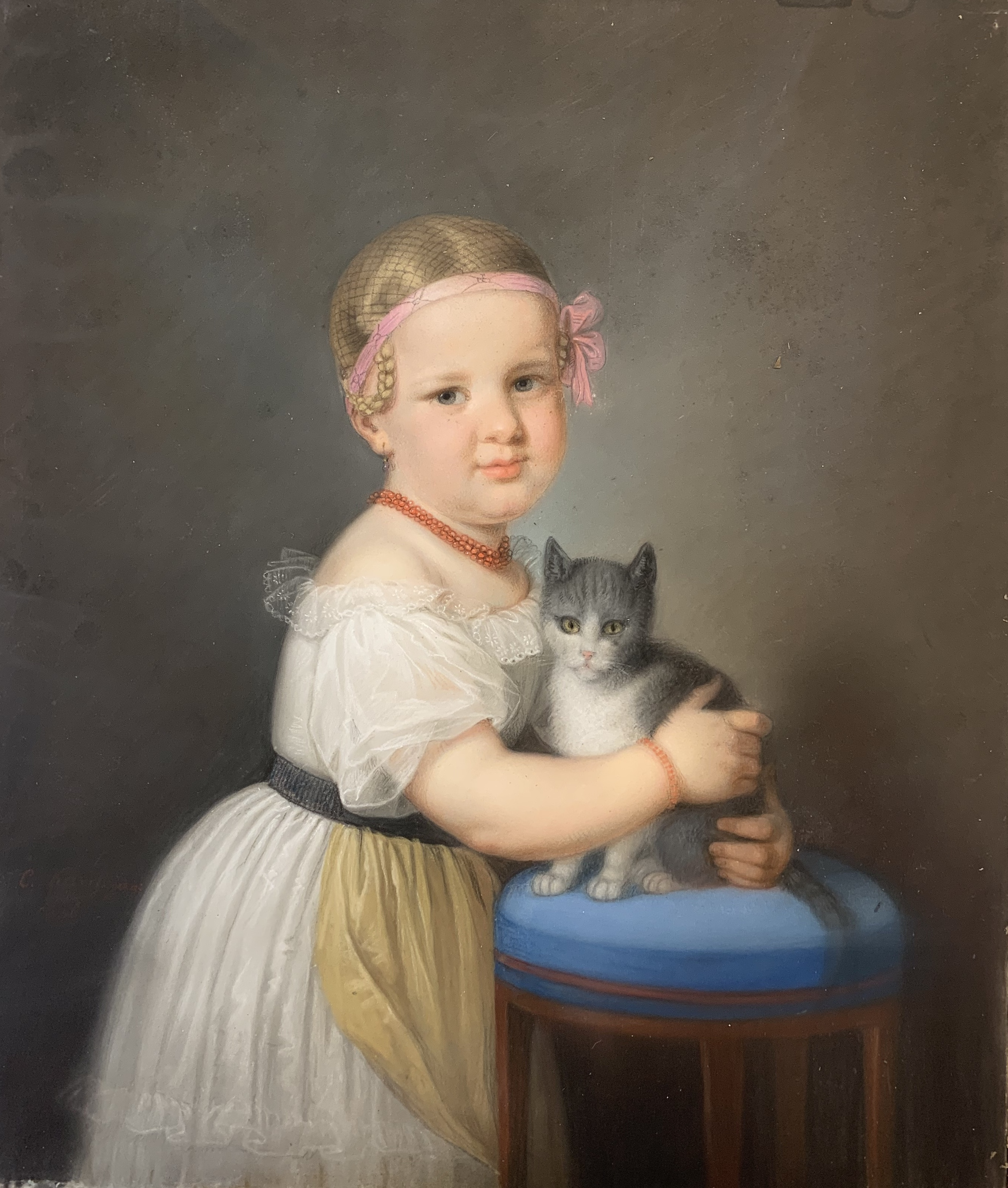
Mädchen mit Katze Pastell C. Kreul 1836
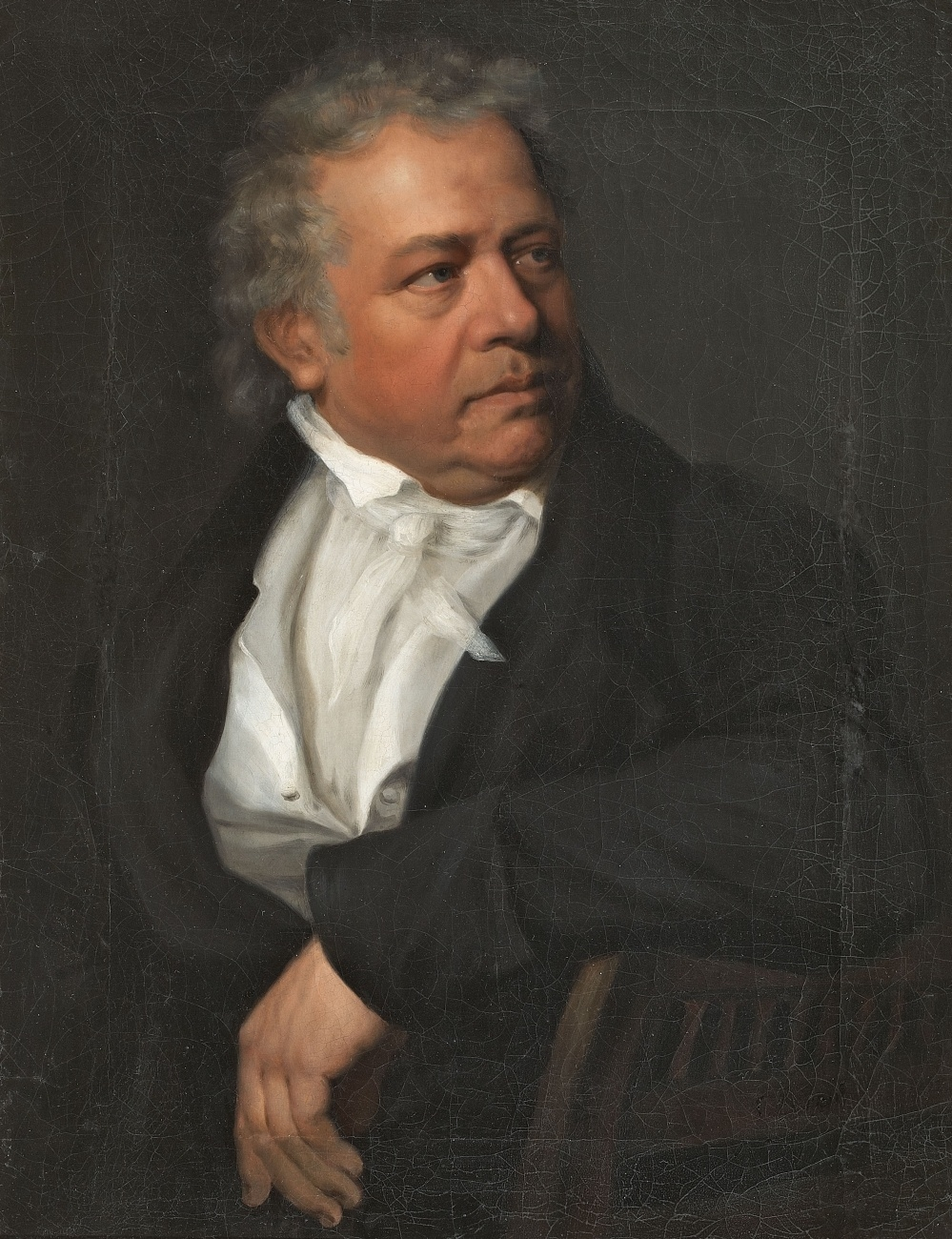
Bildnis eines Herrn, Carl Kreul

## Genremalerei
1829 erregte die niederländische Genremalerei des 17. Jahrhunderts in der Gemäldegalerie von Schloss Weißenstein in Pommersfelden Carl Kreuls Aufmerksamkeit. Von da an wendete er sich fast ausschließlich der Genremalerei zu. Sein Thema wurde das allgemein Menschliche, das er in typischen Ausschnitten festhielt. Er stellte Menschen in einer sparsam ausgemalten Umgebung dar, die ganz in ihr Tun vertieft waren. Carl Kreul legte dabei viel Wert auf die Wiedergabe von Details, Licht und Farbe. „Durch die meisten seiner Bilder geht ein tiefsinniger, melancholischer Zug, der das Auge des Beschauers fesselt und ihn zur wärmsten Theilnahme hinreißt.“ „In seinen Bildern ist alles klar, wahr und ausdrucksvoll; die Figuren sind trefflich gruppiert und ebenso gemalt. Er hat Gefühl für Farbe und Harmonie. Kreul ist überhaupt im Besitze vollkommener technischer Mittel, welche er sich durch ein gründliches Studium erwarb.“ Trotzdem soll sich Carl Kreuls Schaffen auf nur wenige Werke beschränkt haben, 1847 berichtete ein anonymer Autor von etwa 50 Werken. Andererseits waren bereits 1833 anlässlich einer Ausstellung Nürnberger Künstler zur Feier des Geburts- und Namensfests König Ludwigs I. 23 Gemälde und Aquarelle von Kreul gelistet. Außerdem war er noch nach 1850 auf verschiedenen Ausstellungen mit Gemälden vertreten. Seine erhaltenen Bilder finden sich heute in verschiedenen Museen in Deutschland, unter anderem im Stadtmuseum im Fembo-Haus in Nürnberg, im Pfalzmuseum Forchheim und im Privatbesitz mehrerer Familien. Carl Kreul war von Anfang an im Bereich der Genremalerei erfolgreich, wurde gelobt und gut bezahlt.
Bilder Genremalerei (Auswahl)
- „Der Bäcker und das Dienstmädchen“
- „Der vorsichtige Bäcker“
- „Ein Muggendorfer Mädchen“
- „Ein schlafendes Mädchen mit dem Rosenkranz in der Hand“ (1820)
- „Eine ländliche Gruppe vor einem tiroler Wirtshaus“ (1828)
- „Ein Muggendorfer Mädchen, welches Brot einschneidet“ (1830)
- „Verlobung“ (1831)
- „Eine alte Frau, die einem jungen Mädchen die Karten schlägt“
- „Krankenbesuch eines Geistlichen bei einer Witwe“
- „Rembrandt mit seiner Geliebten im Schoss“ (nach dem Bild aus Dresden)
- „Der Tag nach der Hochzeit“
- „Mädchen das den ärztlichen Ausspruch eines Hirten über eine kranke Ziege erwartet“
- „Mädchen das den Hut ihres Geliebten schmückt“
- „Zwei Mädchen auf dem Friedhof“
- „Der Hirte als Arzt“ (1830, Deutsches Hirtenmuseum, Hersbruck).
- „Ein alter blinder Violinspieler mit seiner Enkelin vor der Thür seines Hauses“ (1832)
- „Blinde Geiger“ (1832)
- „Brief an Emilie“ (1834)
- „Ein armer blinder Waldhorn-Musikant mit seiner die Harfe spielende Tochter“ (1835)
- „Das Bäckermädchen“ (1835 gemalt und 1836 gestochen)
- „Die Ohrenbeichte eines jungen Mädchens in altdeutscher Tracht“ (1836)
- „Der Wildbrethändler“ (1841)
- „Das Kirschenmädchen“ (1845 gemalt und 1846 reproduziert)
- „Ruhe auf der Wallfahrt“ (um 1848)
- „Ermahnung vor der ersten Communion“ (1851)
- „Jäger mit Mädchen“ (1852)

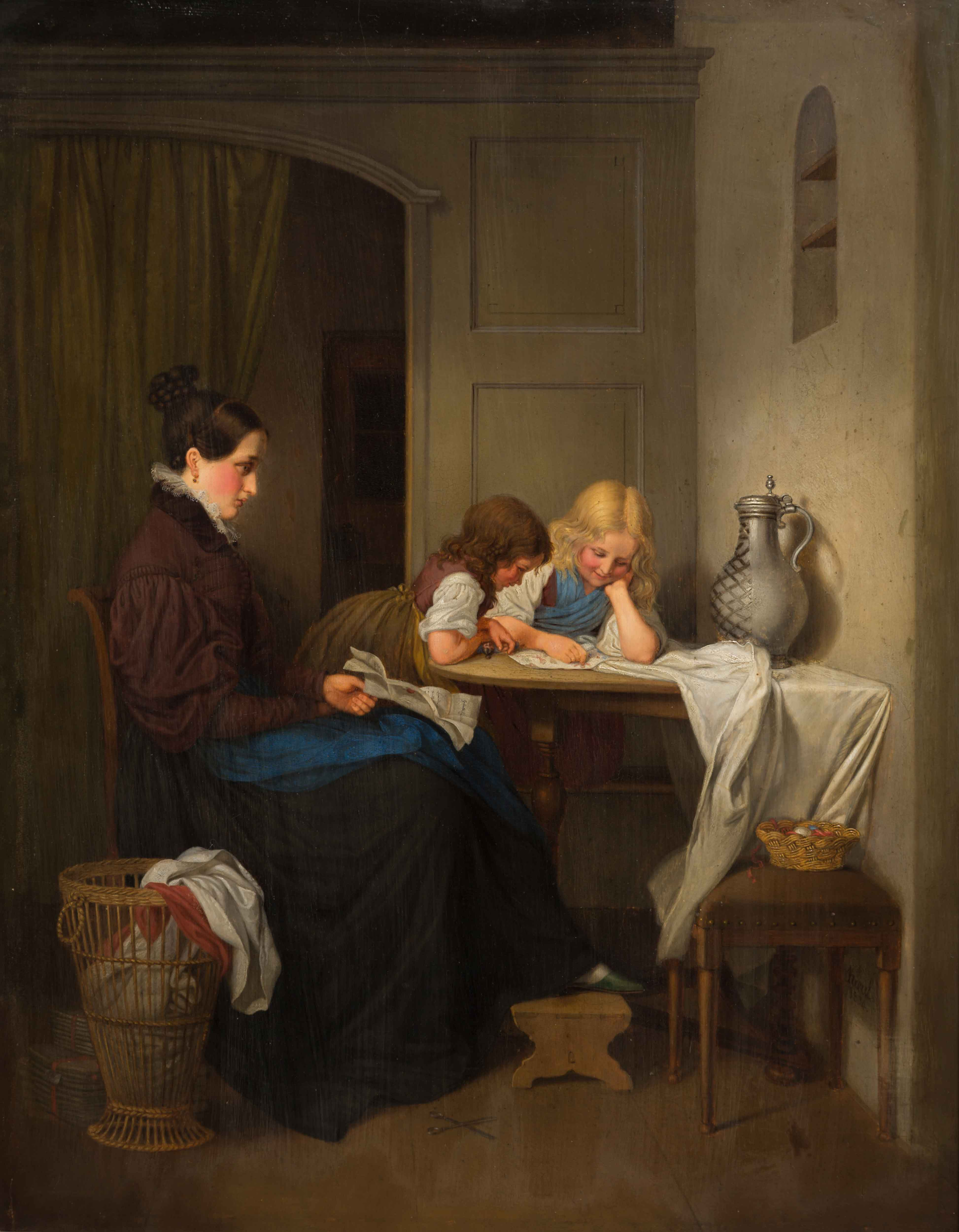
Brief an Emilie, Öl auf Holz, 1834, Carl Kreul
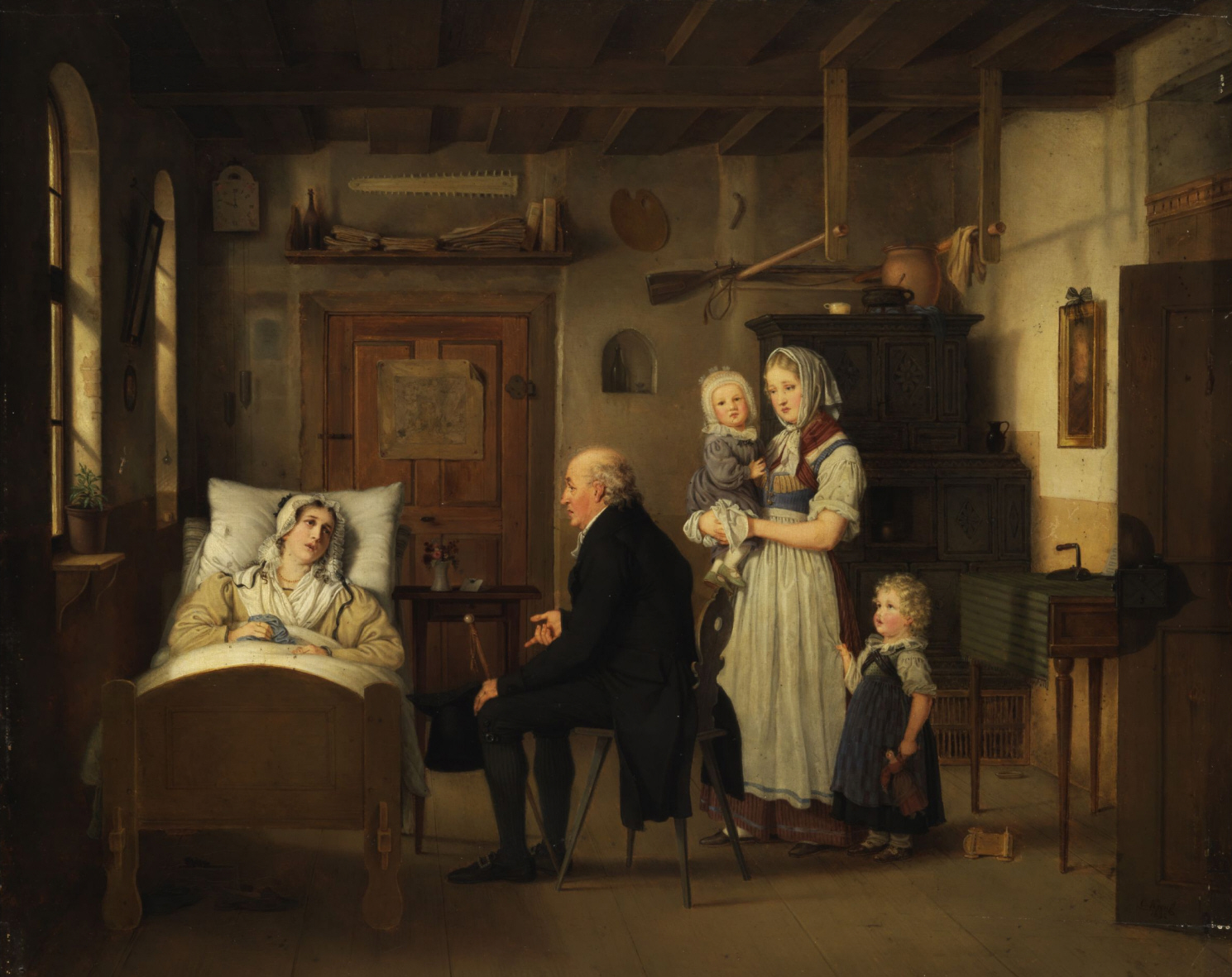
Krankenbesuch, Öl auf Holz, Carl Kreul 1832
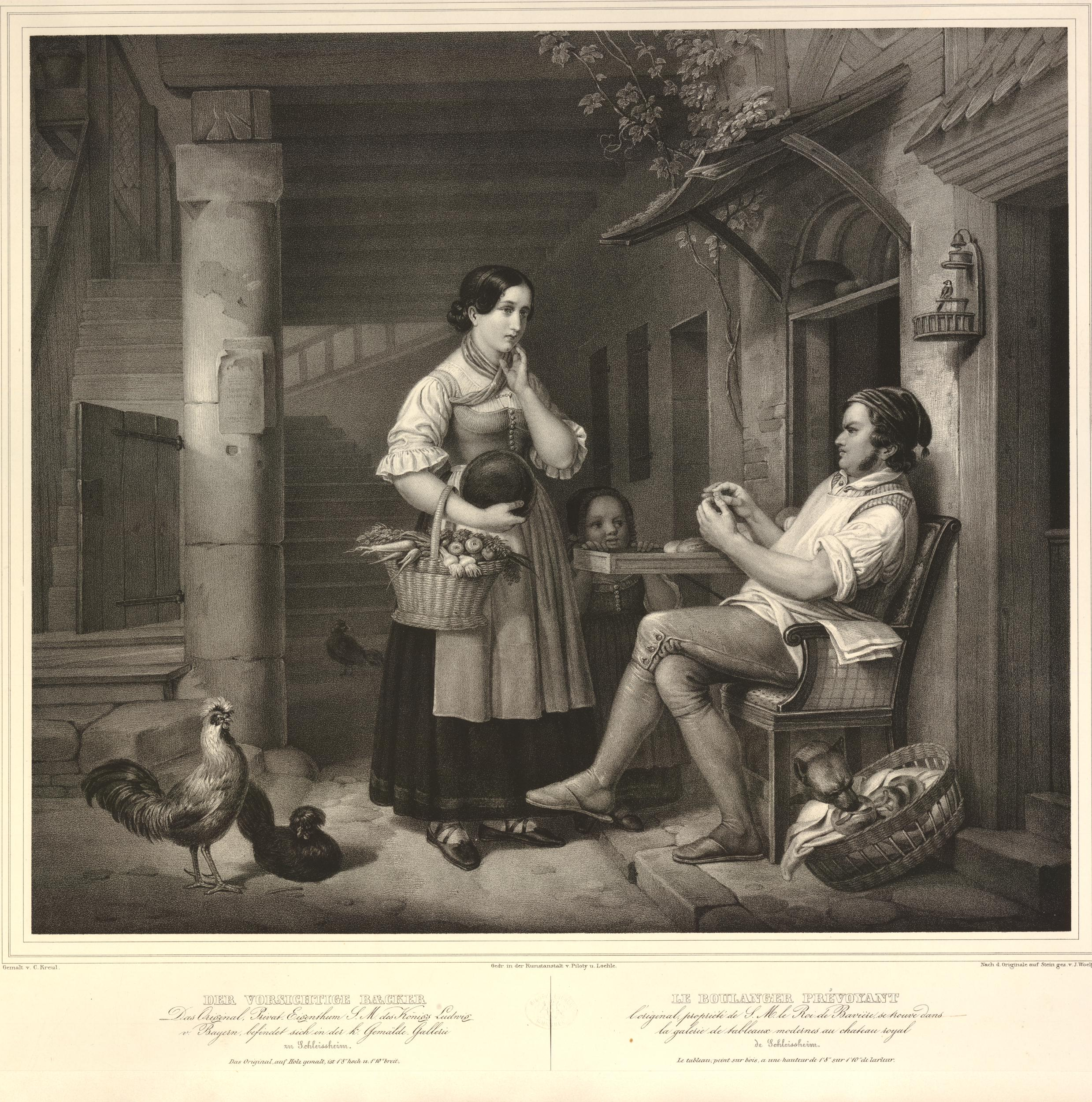
Der vorsichtige Bäcker, nach Carl Kreul um 1860 Lithographie

## Bilder Architektur (Auswahl)
- „Die Margarethenkapelle auf der Burg von Nürnberg“
- „Eine unterirdische Kapelle im Zillerthale“
- „Seiteneingang in der St. Lorenzkirche zu Nürnberg“

## Unternehmensgründer
Wie zu seiner Zeit üblich, stellte der Maler Carl Kreul seine Farben selbst her. Um den Herstellungsprozess zu vereinfachen und eine gleichbleibende Farbqualität zu erhalten, entwickelte er eine Farbreibemaschine. Der Maler wandelte sich zum hauptberuflichen Fabrikanten und errichtete 1838 in Nürnberg eine Ölfarbenfabrik. 1842 verlegte er sein Unternehmen nach Forchheim, einen günstigen Standort für Betriebe, die auf Wasserkraft angewiesen waren. An seine Produkte stelle Carl Kreul hohe Anforderungen und bestellte Pigmente wie Zinnober, Lasursteine (Lapislazuli), Ocker, Malachit und zahlreiche Saftfarbstoffe oft von weit her aus dem Ausland. Carl Kreuls Ölfarben zeichneten sich besonders „durch Dauerhaftigkeit, feine Reibung, Feuer und rasches Trockenwerden, sowie durch Reinheit der Farben aus“. Im Jahr 1866 – ein Jahr vor seinem Tod – verkaufte der kinderlose Carl Kreul seine Fabrik an den Nürnberger Kaufmann Gottlieb Demler. Zum Inventar gehörten auch die Rezeptbücher für die Herstellung der Farben. Sein Fertigungsprinzip bestimmt in den Grundzügen noch heute die Ölfarben-Produktion. Die Firma C. Kreul GmbH Co.KG befindet sich heute im oberfränkischen Hallerndorf. Neben Künstlerfarben stellt KREUL Farben für Kreative und Kinder her.

## Erfindungen
- Zwei Maschinen zum Reiben von feinen Wasser-, Oel-, und Schmelzfarben mittels Menschen-, Tier-, Dampf- und Wasserkraft[31]

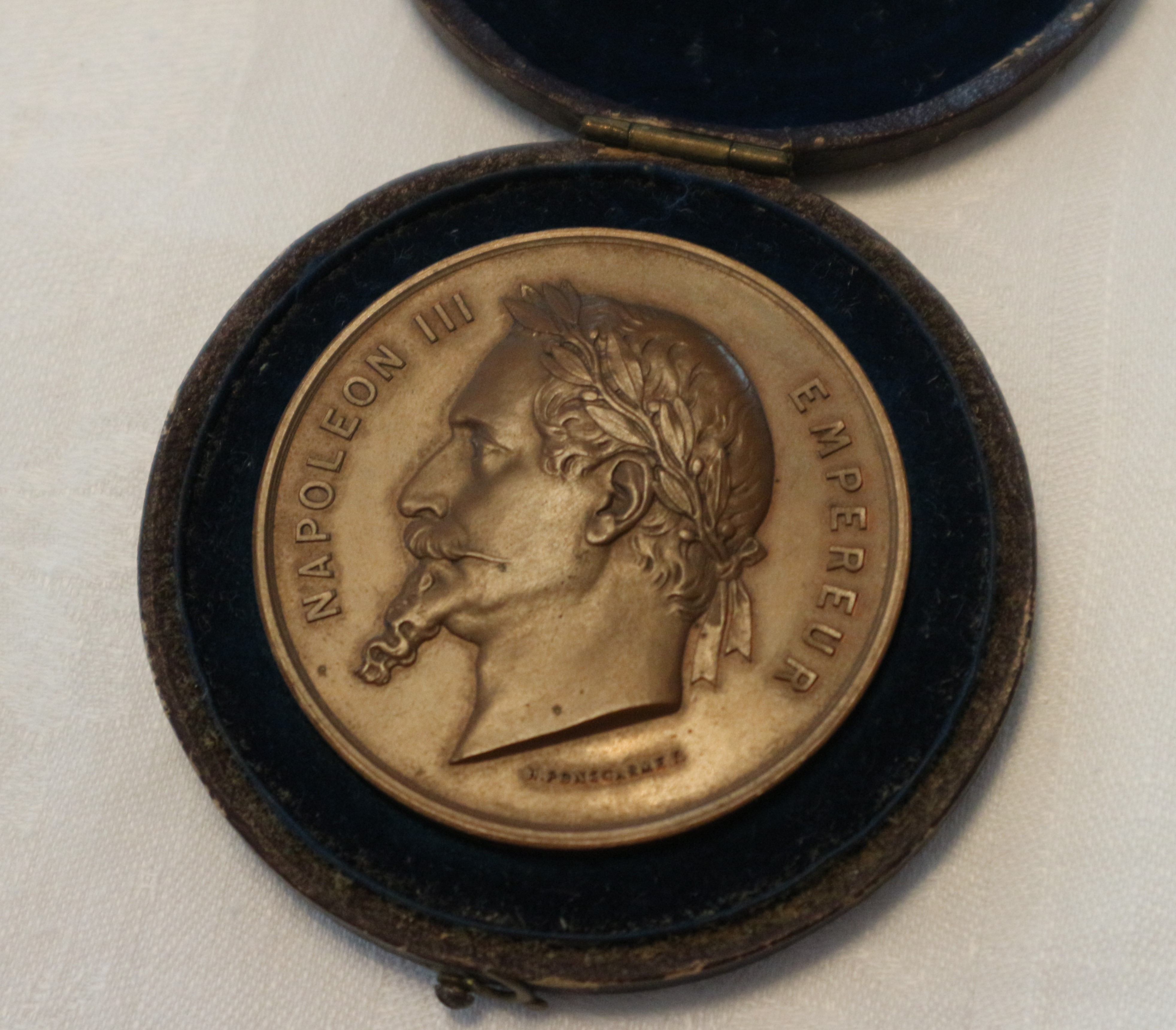
Bronzemedaille zur Weltausstellung Paris (1867)

## Ehrungen
- Die Auszeichnung mit der Bronzemedaille für seine Malerfarben auf der Weltausstellung Paris 1867 erlebte er nicht mehr. Der Inhaber der Firma Karl Kreul Forchheim Gottlieb Demmler nahm die Anerkennung entgegen.
- 1875 beschloss der Magistrat von Forchheim die Anbringung einer Gedenktafel an Kreuls Wohn- und Sterbehaus. Die Gedenktafel soll sich heute im Pfalzmuseum in Forchheim befinden.
- Carl-Kreul-Straße in Hallerndorf. In der Straße hat die C. Kreul GmbH Co.KG ihren Firmensitz.[32][33]